# I. e. 642
Évszázadok: i. e. 8. század – i. e. 7. század – i. e. 6. század
Évtizedek: i. e. 690-es évek – i. e. 680-as évek – i. e. 670-es évek – i. e. 660-as évek – i. e. 650-es évek – i. e. 640-es évek – i. e. 630-as évek – i. e. 620-as évek – i. e. 610-es évek – i. e. 600-as évek – i. e. 590-es évek
Évek: i. e. 647 – i. e. 646 – i. e. 645 – i. e. 644 –  i. e. 643 – i. e. 642 – i. e. 641 – i. e. 640 – i. e. 639 – i. e. 638 – i. e. 637

## Halálozások
- Manassé, Júdea királya
- Tullus Hostilius, Róma királya, a hagyomány szerint